# Bisdom Carpi

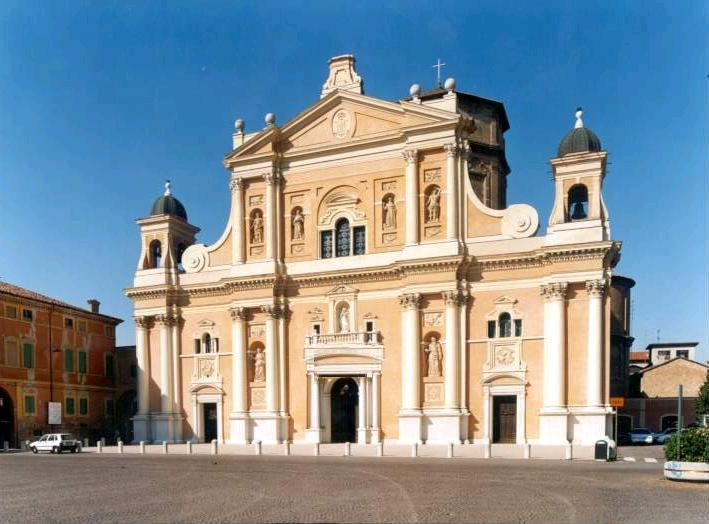
Kathedraal van Carpi

Het bisdom Carpi (Latijn: Dioecesis Carpensis; Italiaans: Diocesi di Carpi) is een in de Italiaanse provincie Modena (regio Emilia-Romagna) gelegen rooms-katholiek bisdom met zetel in de stad Carpi. Het bisdom behoort tot de kerkprovincie Modena-Nonantola, en is, samen met de bisdommen Fidenza, Parma, Piacenza-Bobbio en Reggio Emilia-Guastalla suffragaan aan het aartsbisdom Modena-Nonantola.

## Geschiedenis
Het bisdom Carpi werd op 1 december 1779 met de apostolische constitutie Inter plurimas door paus Pius VI opgericht. In eerste instantie was het suffragaan aan het aartsbisdom Bologna. Op 22 augustus 1855 werd Carpi suffragaan aan Modena-Nonantola.

### Bisschoppen van Carpi
- 1779–1793: Francesco Benincasa SJ
- 1794–1800: Carlo Belloni
- 1807–1815: Giacomo Boschi
- 1822–1826: Filippo Cattani (vervolgens bisschop van Reggio Emilia)
- 1826–1830: Adeodato Caleffi OSB (vervolgens bisschop van Modena)
- 1831–1839: Clemente Maria Basetti
- 1839–1849: Pietro Raffaelli (vervolgens bisschop van Reggio Emilia)
- 1850–1863: Gaetano Maria Cattani
- 1871–1891: Gherardo Araldi
- 1891–1924: Andrea Righetti
- 1924–1935: Giovanni Pranzini
- 1935–1941: Carlo de Ferrari CSS (vervolgens aartsbisschop van Trente)
- 1941–1952: Vigilio Federico Dalla Zuanna OFMCap
- 1952–1983: Artemio Prati
- 1983–1989: Alessandro Maggiolini (vervolgens bisschop van Como)
- 1989–1999: Bassano Staffieri (vervolgens bisschop van La Spezia-Sarzana-Brugnato)
- 2000–2011: Elio Tinti
- 2011–2019: Francesco Cavina
- 2020–heden: Erio Castellucci